# Schlosskirche (Meersburg)

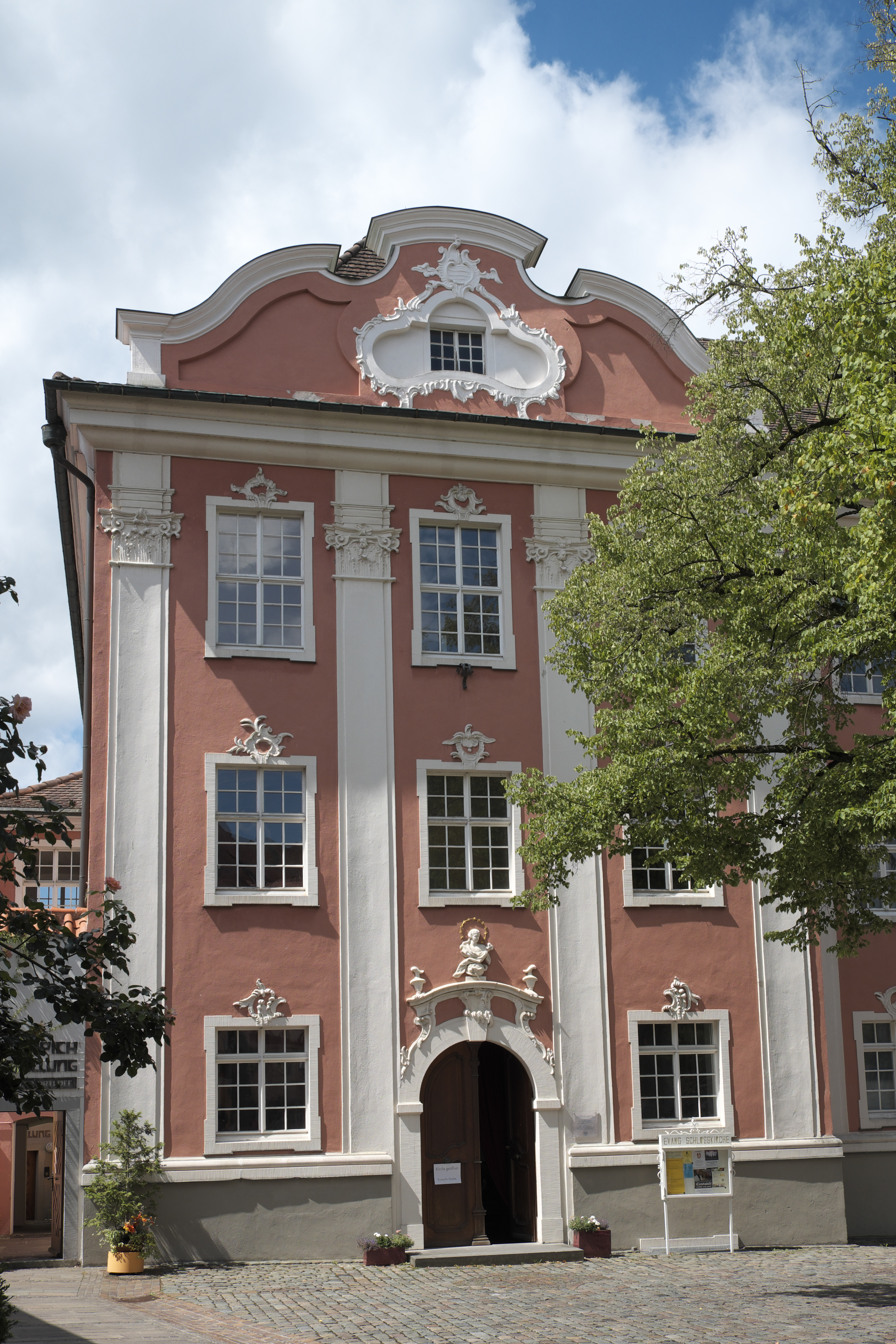
Eingang zur Schlosskirche in Meersburg

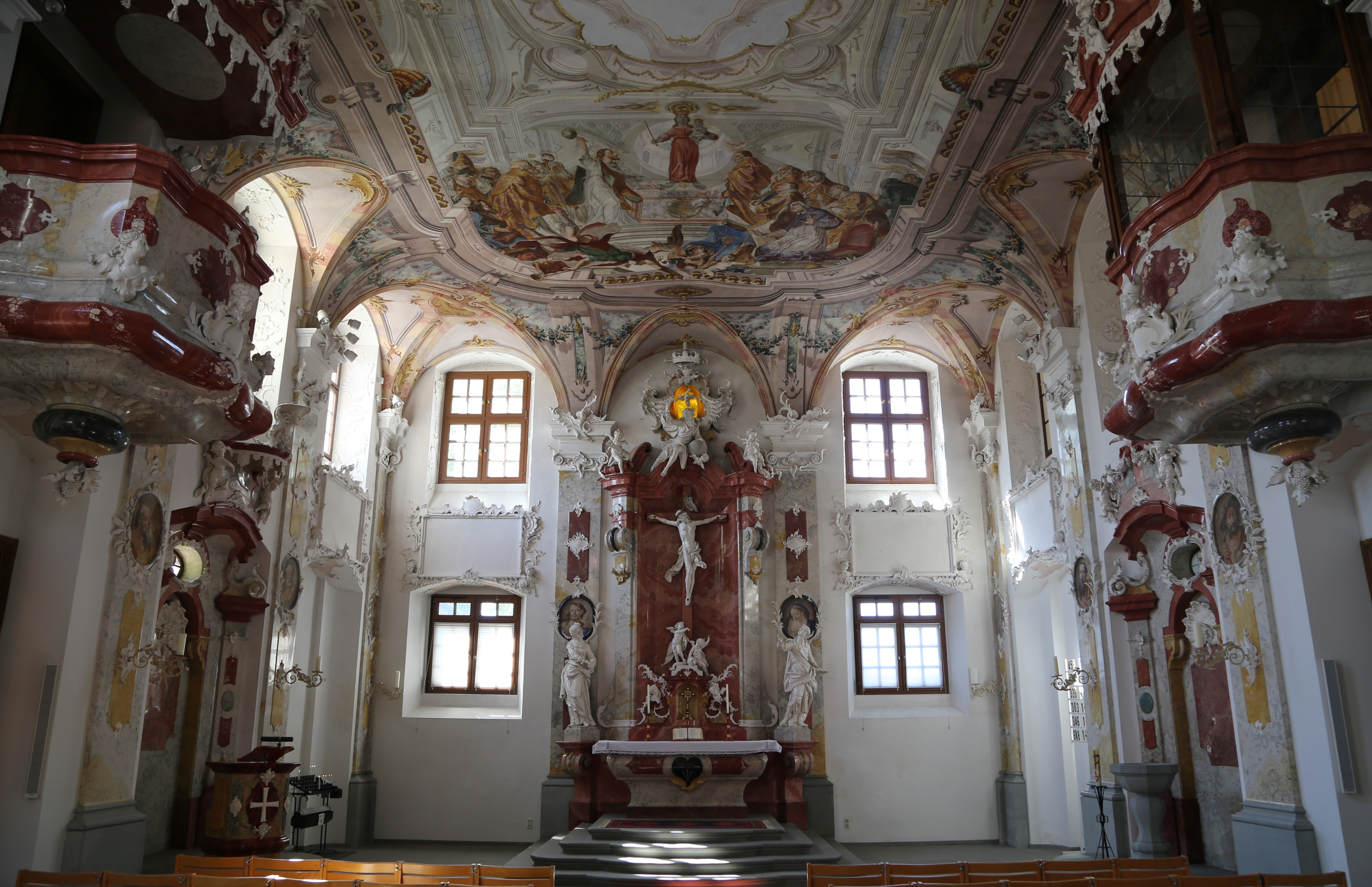
Innenraum

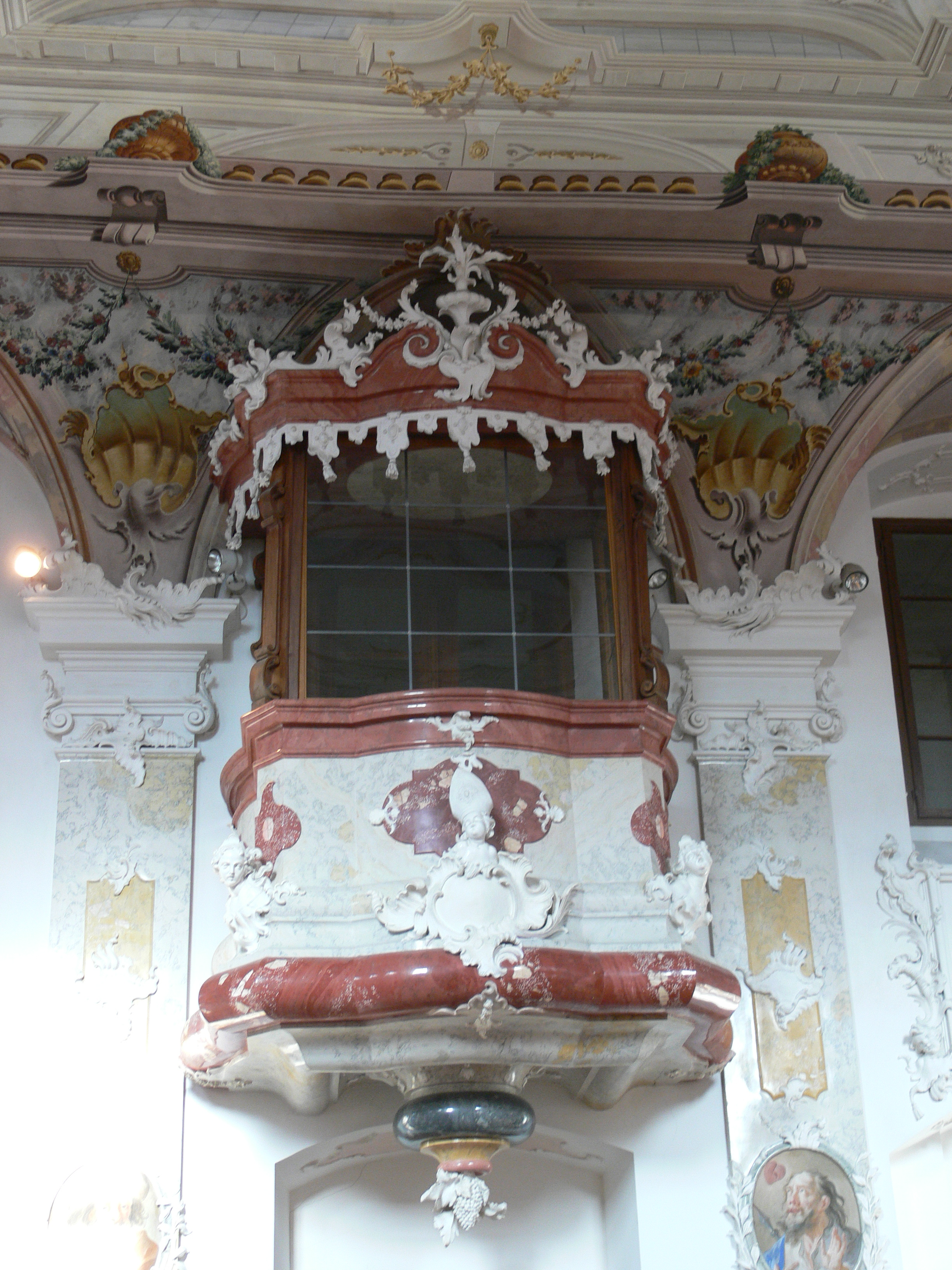
Oratorium

Die Schlosskirche in Meersburg ist eine barocke Kirche, die sich im linken Teil des Neuen Schlosses befindet und seit 1864 als evangelische Pfarrkirche genutzt wird. Das Land Baden-Württemberg ist als Rechtsnachfolger des Großherzogtums Baden Eigentümer des Neuen Schlosses und der Schlosskirche.

## Geschichte
Hugo Damian von Schönborn wurde 1740 Bischof von Konstanz und damit zugleich Fürstbischof des Hochstifts Konstanz, zu dem Meersburg gehörte. An der Stelle des Marstalles mit Pferdestall, Sattelkammer und Heuboden im Neuen Bau ließ er die Hofkapelle mit direktem Zugang zu seinen Gemächern im Neuen Schloss errichten. Die architektonische Leitung wurde Balthasar Neumann übertragen. Für die Innenausstattung schloss der Fürstbischof am 11. September 1741 mit Joseph Anton Feuchtmayer einen Vertrag ab, den dieser bis 1743 erfüllte.
Nach der Säkularisation des Hochstifts Konstanz gelangten Schloss und Schlosskirche in den Besitz des Großherzogtums Baden. Die Kirche wurde 1864 der jungen evangelischen Gemeinde von Meersburg zur Nutzung überlassen.

## Bau und Ausstattung
Die Kirche ist entsprechend den Gegebenheiten des Neuen Schlosses in Nord-Süd-Ausrichtung angelegt. Nach Passieren des Hauptportals der Kirche sind im Vordergrund der Altar mit Kreuz und Christusfigur, darüber Gottvater und darüber eine Taube als Heiliger Geist zu sehen. In der Mitte befinden sich
Oratorien, eines als heute nicht mehr zugängliche Verbindung zum Neuen Schloss für den Fürstbischof, das gegenüberliegende Pendant ohne Funktion als Trompe-l’œil.

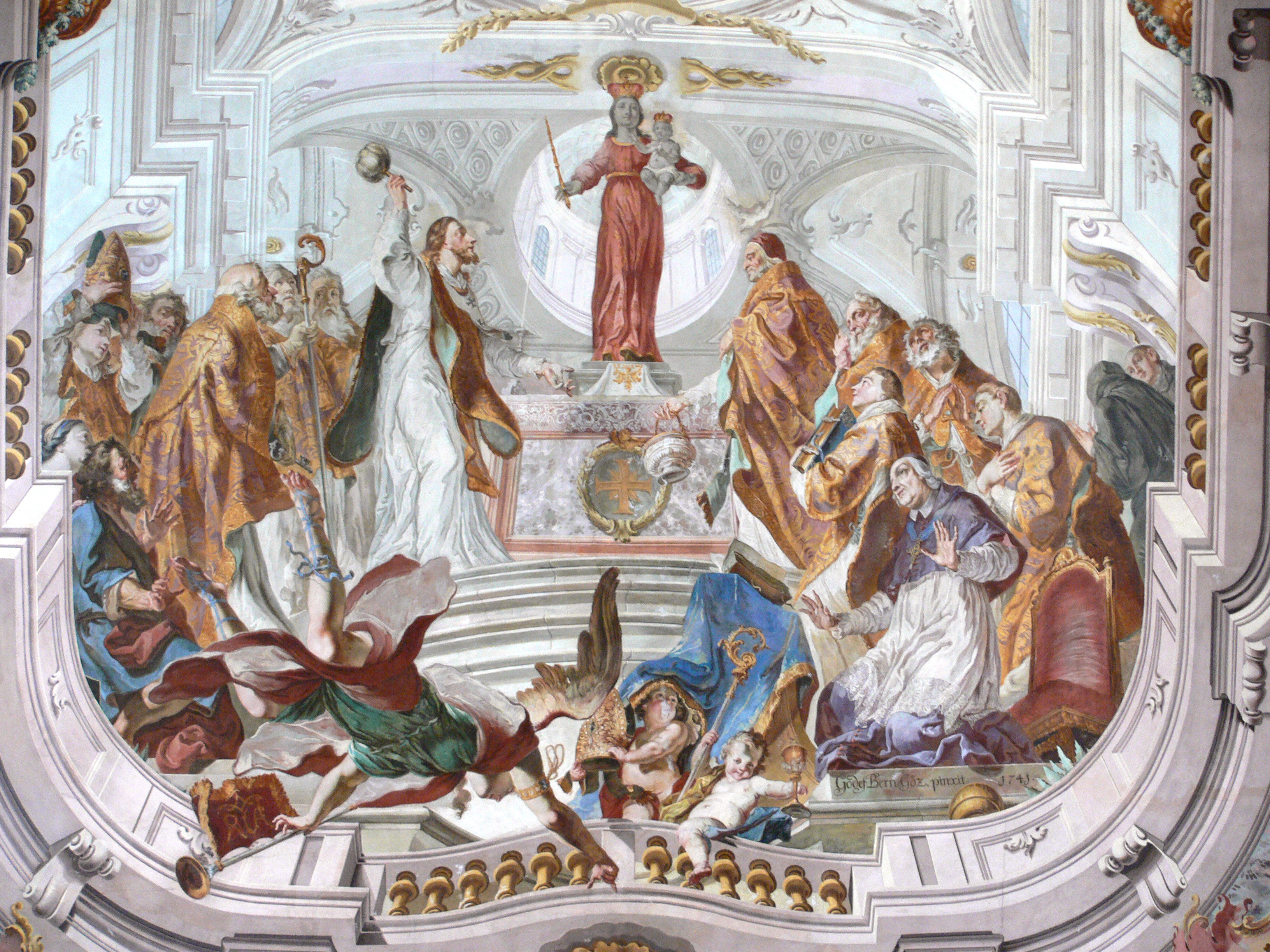
Gottfried Bernhard Göz: Deckengemälde von 1741; vorderes Viertel (über dem Altar): Einsiedelner Engelweihe (Christus nimmt nach der Legende 948 selbst die Konsekration der Kirche Einsiedeln vor; rechts unten der zu dieser Amtshandlung angereiste Konstanzer Bischof St. Konrad mit den Zügen Hugo Damians von Schönborn)

Andreas Brugger sorgte für die Rokoko-Ausstattung, u. a. um 1768 für die Apostelbildnisse an den Pfeilern. Gottfried Bernhard Goetz malte 1740 in sieben Wochen das Deckenfresko.

## Orgel

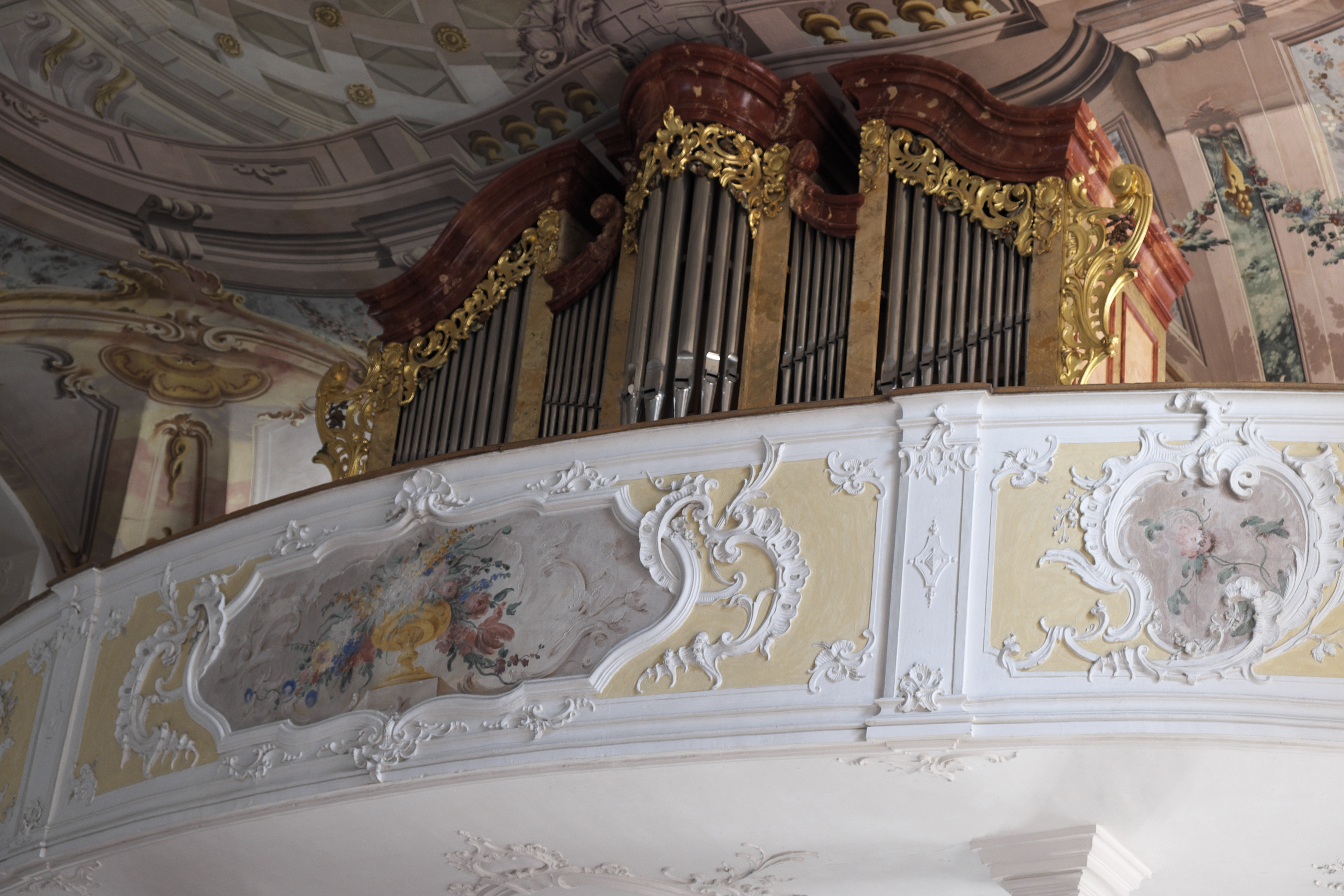
Orgelempore

Die Orgelempore ließ Fürstbischof Franz Conrad von Rodt von 1759 –1762 erbauen. Die Orgel wurde 1876 eingebaut, 1950 erweitert und im Jahr 1978 durch eine zweimanualige Orgel von Fritz Weigle mit 16 Registern ersetzt.
| I Hauptwerk C–g3 |                      |        |
| 1.               | Flöte                | 08′    |
| 2.               | Principal (= Nr. 9)  | 04′    |
| 3.               | Rohrflöte (= Nr. 10) | 04′    |
| 4.               | Oktave               | 02′    |
| 5.               | Quinte (vorab Nr. 6) | 01 ⁄3′ |
| 6.               | Mixtur               | 01 ⁄3′ |
| 7.               | Trompete             | 08′    |

| II Brustwerk C–g3 |                     |         |
| 08.               | Grossgedackt        | 08′     |
| 09.               | Prinzipal (= Nr. 2) | 04′     |
| 10.               | Rohrflöte (= Nr. 3) | 04′     |
| 11.               | Nassat              | 02 ⁄3′  |
| 12.               | Blockflöte          | 02′     |
| 13.               | Terz                | 01 3⁄5′ |
| 14.               | Oktävlein           | 01′     |
| 15.               | Oboe                | 08′     |
|                   | Tremulant           |         |

| Pedal C–f1 |                        |     |
| 16.        | Subbass                | 16′ |
| 17.        | Flötbass (Extension)   | 08′ |
| 18.        | Holzoktave (Extension) | 04′ |
| 19.        | Trompete (= Nr. 7)     | 08′ |

- Koppeln: II/I, I/P, II/P.

## Evangelische Gottesdienste
Gottesdienste finden sonntags um 10:00 Uhr statt. In den Sommermonaten ist die Schlosskirche tagsüber bis etwa 18:00 Uhr geöffnet.